# 王之道
王之道（1093年—1169年），字彦猷，庐州濡须（今安徽合肥）人。
元祐八年（1093年）出生，宣和六年與兄王之義、弟王之深同中進士。靖康初年，授官歷陽（今安徽和縣）縣令。歷任朝奉大夫。建炎年間，金兵陷無為軍（治今安徽无为），率鄉人退保胡避山以抗擊金兵，朝廷任命为镇抚司参谋官，全活甚眾。紹興中期，通判滁州。因反對議和，忤逆秦桧，谪监南雄盐税，自號相山居士。以詩酒自娛凡二十年。紹興二十三年，起用通判安豐軍。紹興三十一年，提舉荆湖北路常平茶鹽公事，不久除湖南轉運判官致仕。乾道五年（1169年）卒，年七十七。身后，因其子王蔺以參知政事拜枢密使，追赠太师，封魏国公。有《相山文集》二十六卷，已佚，今本為清代開四庫館自《永樂大典》輯出三十卷。